# واکاسا، توتوری
واکاسا، توتوری (به لاتین: Wakasa, Tottori) یک منطقهٔ مسکونی در ژاپن است که در استان توتوری واقع شده‌است. واکاسا  ۳٬۸۳۶ نفر جمعیت دارد.